# Juri (Street Fighter)
Han Juri (ハン・ジュリ Han Juri, tiếng Hàn: 한주리; Hanja: 韓蛛俐 - "Hàn Thù Lợi". Ý nghĩa của tên Juri: con nhện lanh lợi), là một nhân vật trò chơi điện tử trong loạt trò chơi đối kháng nổi tiếng Street Fighter. Cô là một chiến binh Hàn Quốc xuất hiện lần đầu trong Super Street Fighter IV và cũng là nhân vật Hàn Quốc đầu tiên xuất hiện trong loạt trò chơi. Cô được miêu tả là "nóng nảy", "khiêu khích" và "rối loạn tình dục". Juri là tay chân của nhân vật phản diện chính trong Street Fighter IV, Seth và là một thành viên của S.I.N. Cô có một tinh thể màu tím trong mắt trái, là một phần trói buộc cô với tổ chức S.I.N.
Phong cách chiến đấu Taekwondo của mình khiến cô trở thành một nhân vật độc đáo trong trò chơi. Cô được so sánh với một vài nhân vật trong các trò chơi đối kháng khác, chẳng hạn như Kim Kaphwan trong King of Fighters hay Hwoarang trong Tekken.

## Thiết kế
Hình mẫu của Juri được tạo ra khi Ono Yoshinori đề nghị giới thiệu một nhân vật người Hàn Quốc trong loạt Street Fighter. Có khoảng 400-500 ý tưởng đã được đưa ra, và ý tưởng cuối cùng phải là một người "xấu xa và gợi cảm", với Taekwondo được chọn là môn võ và suy nghĩ rằng một nhân vật theo phong cách thể thao với chủ lực là những cú đá thì sẽ rất thú vị.
Ono cho biết rằng suy nghĩ về một nhân vật Hàn Quốc đã có từ rất sớm, sau khi Street Fighter II trở nên phổ biến tại Hàn Quốc. Tuy nhiên, chính quyền Hàn Quốc thời đó có những giới hạn khắt khe về ngôn ngữ và văn hóa Nhật Bản, vì vậy họ tiến hành ngăn chặn, bao gồm cả việc thực hiện một nhân vật trò chơi điện tử. Mãi sau khi Street Fighter IV được phát hành Capcom Hàn Quốc đã yêu cầu Ono thiết kế một nhân vật người Hàn Quốc.
Áo sơ mi (áo yếm?) của Juri được làm theo mẫu của một con nhện, làm lộ các phần ngực (đề nghị của Ono). Quần của cô được thiết kế để trông như võ phục Taekwondo. Màu chủ đạo của Juri là màu tím nóng, một màu mà chưa xuất hiện trong bất cứ nhân vật nào trước đó. Người ta còn thêm một chút màu đen trên diện mạo của cô để làm nó thêm "nông nổi". Cô còn có một tinh thể màu tím ở trong mắt trái, được biết đến là Năng lượng Phong thủy (Feng Shui Engine), được thêm vào khi cô quyết định đi theo Seth, nhằm liên kết cô với tổ chức.
Trả lời những phàn nàn của người hâm mộ về việc Juri trong quá giống Chun-Li, Capcom trả lời rằng hai nhân vật này chẳng có gì là giống nhau cả và còn nói thêm rằng hai nhân vật này trông tương tự nhau đơn giản bởi vì hai người đều tập trung vào những cú đá.

### Thái độ và tính cách
Ono đề nghị tính cách của Juri sẽ là một nhân vật giận dữ. Ban đầu cô được thiết kế là một người tốt sau đó bắt đầu giao du với những nhân vật xấu xa, tuy nhiên Ono thì đã phản đối và cho rằng "cô ta không thể là người tốt, hãy làm mọi người ngạc nhiên và biến cô ta thành một cô gái thực sự độc ác".

## Xuất hiện
Juri xuất hiện lần đầu tiên trong trò chơi Super Street Fighter IV. Trước cốt truyện của trò chơi này, cha mẹ cô bị Shadoloo giết chết khi cô còn rất nhỏ và mắt trái của cô bị chúng lấy đi. Năm sau, cô trở thành nhân viên của S.I.N. với bí danh là "Spider". Cô có một vật khởi động khí trong mắt trái và được gọi là Năng lượng Feng Shui.

### Cách chơi
Phong cách chiến đấu của Juri tập trung vào những cú đá "mạnh mẽ và tầm sát thương cao". Cô được miêu tả là "lanh lợi và nhanh nhẹn, nhưng khả năng chịu đựng kém". Game thủ Street Fighter Justin Wong đã miêu tả cô là một nhân vật độc đáo, so sánh cô với nhân vật của Guilty Gear. Seth Killian, tư vấn viên đặc biệt Capcom của trò chơi Super Street Fighter IV, miêu tả Juri là "một trong những nhân vật toàn diện nhất". Ông nói rằng cô luôn gây đe dọa ở khoảng cách giữa cũng như xa, vì những cú đá của cô. Ông cũng giả thiết rằng những nhân vật như Zangief, Ryu, và Sagat sẽ gây nhiều rắc rối cho cô vì tính lưu động và những cú đánh với độ sát thương cao của họ.
Juri có nhiều kỹ năng đặc biệt, bao gồm cú đã quất, đá bổ nhào và một kỹ năng có tên là đá Fuhajin, trong đó những quả cầu lửa sẽ được bắn ra từ chân của cô. Juri còn có một cú đá xuay vòng tròn, trông giống như một đòn đánh "chết người". Kỹ năng lắt léo sẽ như là một phương diện để phản ánh tính cách của nhân vật này, nhà phát triển Okada cho biết rằng đây là một đòn "đưa đối thủ ra khỏi sự cân sức". Ông còn cho rằng Juri là "một trong những nhân vật nhanh nhẹn và xảo quyệt nhất trong lịch sử của Street Fighter".

## Đón nhận
Từ khi xuất hiện trong Super Street Fighter IV, Juri nhận được nhiều lời khen từ giới phê bình. Trong suốt quá trình phát triển của trò chơi, nhiều nhà phát triển trở thành người hâm mộ của cô, trong đó nhà văn Kawasaki thể hiện sự hâm mộ của mình bằng "Tôi sẽ dùng nhân vật này! Cô ấy thật tuyệt!".
Martin Robinson của IGN đã miêu tả Juri "khá là tuyệt" và "hay nhất của SSFIV". Ryan Clements của IGN cũng cho biết ông thấy bị kích động hào hứng nhất khi chơi thử Juri, cho là bởi "sự quyến rũ gần đây của K-pop". Ông gọi cô là "sự bổ sung xuất sắc" sau khi chơi vài vòng đấu với nhân vật này.
Heidi Kemps của GamePro bình luận rằng "sau khi chơi một lúc bằng nhân vật này, tôi nghĩ tôi đã tìm thấy nhân vật yêu thích mới của tôi trong trò chơi Street Fighter IV". Chris Buffa của GameDaily thì miêu tả Juri là "sự bổ sung phi thường". Dakota Grabowski của GameZone thì đặt "nhiều tình yêu" vào nhân vật này. Nicholas J. Martin của Hardcore Gamer đề cao cô vì đã mang lại cho loạt trò chơi "sự hòa quyện độc đáo".
Trái ngược với những lời khen ngợi trên, Juri có vẻ như lại không được ưa chuộng như vậy ở Hàn Quốc. Nhà phát triển Ono Yoshinori cho biết rằng ông đã nhận được một bức thư điện tử giận dữ có nội dung "Người Hàn Quốc không có mái tóc như vậy!". Ông đã đáp lại bằng cách nói rằng các nhân vật trong Street Fighter không được thiết kế chính xác so với nguồn gốc riêng biệt của mình.